# Reuss (řeka)
Reuss je řeka ve Švýcarsku (kantony Uri, Schwyz, Nidwalden, Obwalden, Lucern a Aargau). Je pravým přítokem Aary (povodí Rýnu). Je 159 km dlouhá. Povodí má rozlohu 3425 km², z čehož 134 km² zaujímají ledovce. Po Rýnu, Aaře a Rhôně je čtvrtou největší švýcarskou řekou.

## Průběh toku
Pramení v Gotthardském masivu na severních svazích Lepontinských Alp. Vlastní Reuss vzniká soutokem zdrojnic Gotthardreuss (pramení v Gotthardském sedle) a Furkareuss, (pramení ve Furka-sedle), které se stékají v údolí Urseren-tal. Řeka protéká ledovcovým údolím a poblíž Andermattu se stáčí na sever a protéká divokou soutěskou Schöllenen-schlucht. Neschůdná Schöllenen-schlucht se svými strmými, stovky metrů vysokými žulovými stěnami byla odedávna překážkou pro zdolání Gotthardského sedla. To bylo možné jen za pomoci obtížných staveb, jakými je např. most Teufelsbrücke, který se klene přes propast Urnerloch. V soutěsce se také nachází Suvorovův památník věnovaný generálovi Suvorovovi. Pomník byl vystavěn na počet tažení generála Suvorova v roce 1799 proti Napoleonovi. Až do osady Erstfeld následují další soutěsky, dále teče řeka širokým údolím až do města Flüelen, kde se vlévá do Lucernského jezera. V Lucernu opouští řeka, v tu dobu již široká, jezero a teče v meandrech nejdříve na východ a později na sever, přičemž protíná Švýcarské předalpí. Řeka se vlévá zprava do řeky Aary. Reuss také tvoří západní hranici Glarnských Alp.

## Vodní stav
Průměrný průtok vody činí 140 m³/s. Maxima dosahuje v létě.

## Využití
V povodí řeky se nachází několik vodních elektráren (Göschenen, Amsteg).

### Osídlení
Na řece leží města Erstfel, Flüelen, Lucern.